# Atentados de Estocolmo de 2010
Los atentados de Estocolmo de 2010 ocurrieron el 11 de diciembre de 2010, cuando dos bombas explosionaron en el centro de Estocolmo, Suecia, matando al atacante e hiriendo a otras dos personas. El ministro sueco de Asuntos Exteriores, Carl Bildt, y el Servicio de Seguridad Sueco (SÄPO) describieron los ataques como actos de terrorismo.
Se cree que las explosiones fueron obra de un ciudadano sueco de origen iraquí, cuyo nombre fue divulgado como Taimour Abdulwahab al-Abdaly. La Norsk Rikskringkasting describió el suceso como el primer ataque suicida del terrorismo islámico en los países nórdicos.